# Andrewsianthus jamesonii
Andrewsianthus jamesonii là một loài rêu tản trong họ Jungermanniaceae. Loài này được (Mont.) Váňa miêu tả khoa học lần đầu tiên năm 1983.